# Án lệ 35/2020/AL
Án lệ 35/2020/AL về người Việt Nam trước khi đi định cư ở nước ngoài giao lại đất nông nghiệp cho người ở trong nước sử dụng là án lệ công bố thứ 35 thuộc lĩnh vực dân sự của Tòa án nhân dân tối cao tại Việt Nam, được Hội đồng Thẩm phán Tòa án nhân dân tối cao thông qua, Chánh án Tối cao Nguyễn Hòa Bình ra quyết định công bố ngày 25 tháng 2 năm 2020, và có hiệu lực cho tòa án các cấp trong cả nước nghiên cứu, áp dụng trong xét xử từ ngày 15 tháng 4 năm 2020. Án lệ 35 dựa trên nguồn là Quyết định giám đốc thẩm số 65 ngày 6 tháng 8 năm 2018 của Tòa án nhân dân cấp cao tại Đà Nẵng về vụ án dân sự tranh chấp về tài sản bị cưỡng chế thi hành án tại tỉnh Đắk Lắk, nội dung xoay quanh người Việt Nam định cư ở nước ngoài; giao lại đất nông nghiệp cho người ở trong nước sử dụng; việc cấp giấy chứng nhận quyền sử dụng đất; và yêu cầu đòi lại quyền sử dụng đất. Án lệ này do Vụ Pháp chế và Quản lý khoa học Tòa án nhân dân tối cao đề xuất.
Trong vụ việc, nguyên đơn Nguyễn Thị K khởi kiện con dâu của mình là Nguyễn Thị T về việc đòi lại một phần quyền sử dụng đất đã tặng cho con trai trước khi rời Việt Nam sang định cư hải ngoại tại Đức. Phần tài sản là bất động sản này đã được cấp giấy chứng nhận quyền sử dụng đất, đóng thuế và sử dụng trong một quãng thời gian dài, được thế chấp tín dụng và phát mãi bảo đảm trong một khía cạnh khác. Vụ án cũng được chọn làm nguồn án lệ để xác định quyền sự dụng đất hợp pháp theo diễn biến thực tế, xác định quyền đòi lại quyền sử dụng đất.

## Tóm lược vụ án
Tại Buôn Ma Thuột, Đắk Lắk, có gia đình Nguyễn Thị K (gọi tắt: cụ K), Nguyễn C (gọi tắt: cụ C) với 14 người con, trong đó có con trai Nguyễn Văn D (gọi tắt: ông D) và con dâu Nguyễn Thị T (gọi tắt: bà T). Từ những năm 1970, gia đình sử dụng mảnh đất lớn ở vùng núi, sử dụng làm nơi ở lẫn đất nông nghiệp canh tác. Cụ K và cụ C giao đất cho các con, trong đó có vợ chồng ông D, bà T. Thời gian sau, hai cụ rời Việt Nam để sang định cư tại Đức, để một phần mảnh đất lại cho con trai là ông D sử dụng. Sau 20 năm ở nước ngoài, cụ C qua đời, không để lại di chúc, cụ K hồi hương. Từ đây, một loạt các vấn đề về đất đai nảy sinh, gồm quyền sử dụng đất thổ cư, đất nông nghiệp, việc xin và cấp giấy chứng nhận quyền sử dụng đất qua các thời kỳ, giấy tờ được cấp chồng lấn giữa cụ K và con trai là ông D.
Bởi việc giấy chứng nhận quyền sử dụng đất bị rút lại, cụ K đã khởi kiện hành chính chính quyền địa phương nhưng không đạt được nguyện vọng. Sau đó, cụ K muốn đòi lại phần đất đã giao cho con trai. Ngày 9 tháng 5 năm 2012, nguyên đơn Nguyễn Thị K đệ đơn khởi kiện bị đơn là vợ chồng con ruột của mình là Nguyễn Văn D, Nguyễn Thị T; đệ đơn gửi Tòa án nhân dân tỉnh Đắk Lắk. Vụ án trở nên phức tạp với hệ thống tố tụng trải qua các cơ quan là Tòa án nhân dân thành phố Buôn Ma Thuột, Tòa án nhân dân tỉnh Đắc Lắk, Tòa Dân sự Tòa án nhân dân tối cao rồi Ủy ban Thẩm phán Tòa án nhân dân cấp cao tại Đà Nẵng; lần lượt được sơ phẩm, phúc thẩm, kháng nghị, giám đốc thẩm mỗi hạng mục hai lần cho đến nhận định và quyết định cuối cùng.

## Tranh tụng

### Nguyên đơn
Tại đơn khởi kiện và quá trình tố tụng, nguyên đơn là Nguyễn Thị K trình bày: năm 1978, vợ chồng cụ và Nguyễn C viết giấy cho ông con trai Nguyễn Văn D năm sào đất, có tứ cận là phía Đông giáp ông L, Tây giáp bà Nguyễn Thị E, Nam giáp người Thượng, Bắc giáp Quốc lộ 14. Nhưng, năm 1982, 1983, ông D đã bán hết cho ông Nguyễn Đăng N và ông Nguyễn Văn B. Sau đó, nguyên đơn lại cho ông D thêm 150 m² đất liền kề, khi cho không viết giấy, và năm 2005, cho ông D căn nhà trên đất (nhà đất cho ông D được xác định có tứ cận Đông giáp ông B, Tây và Nam giáp đất còn lại của gia đình, Bắc giáp Quốc lộ 14). Năm 2005, cụ K lập thủ tục xin cấp giấy chứng nhận quyền sử dụng đất, ngày 9 tháng 3 năm 2006, Ủy ban nhân dân thành phố Buôn Ma Thuột cấp hai giấy chứng nhận quyền sử dụng đất gồm: giấy chứng nhận quyền sử dụng đất số AD 516166, đối với thửa số 9, tờ bản đồ 58, diện tích 10.112,4 m², mục đích sử dụng trồng cây hàng năm, thời hạn sử dụng đến năm 2013 cho cụ K; giấy chứng nhận quyền sử dụng đất số AD 516165, đối với thửa số 9A, tờ bản đồ 58, diện tích 300 m², mục đích sử dụng đất ở đô thị cho cụ K và cụ C.

#### Vụ án hành chính
Tháng 11 năm 2006, cụ K có đơn xin điều chỉnh và cấp lại giấy chứng nhận quyền sử dụng đất cho phù hợp với hiện trạng đã xây nhà trên đất nên ngày 24 tháng 11 năm 2006, Ủy ban nhân dân thành phố Buôn Ma Thuột ban hành quyết định thu hồi các giấy AD 516165 và AD 516166, và cấp đổi thành các giấy chứng nhận quyền sử dụng đất mới số AG 680769 và AG 680768 cho vợ chồng cụ. Ngày 19 tháng 6 năm 2009, Chủ tịch Ủy ban nhân dân thành phố Buôn Ma Thuột ban hành quyết định thu hồi các giấy chứng nhận quyền sử dụng đất đã cấp cho nguyên đơn với lý do cấp chồng lấn diện tích, trùng số thửa đã cấp giấy chứng nhận quyền sử dụng đất cho ông D. Cụ K khởi kiện vụ án hành chính đối với Chủ tịch Ủy ban nhân dân thành phố về việc thu hồi giấy chứng nhận đã cấp cho hai cụ.
Ngày 11 tháng 6 năm 2010, Tòa án nhân dân thành phố Buôn Ma Thuột không chấp nhận yêu cầu khởi kiện của cụ, cụ kháng cáo. Tòa án nhân dân tỉnh Đắk Lắk sửa bản án sơ thẩm, chấp nhận yêu cầu khởi kiện của cụ. Bản án hành chính phúc thẩm bị Viện trưởng Viện kiểm sát nhân dân tối cao Trần Quốc Vượng kháng nghị, được Tòa Hành chính Tòa án nhân dân tối cao giám đốc thẩm, đã hủy bản án hành chính sơ thẩm và phúc thẩm; giao hồ sơ cho Tòa án nhân dân thành phố Buôn Ma Thuột giải quyết sơ thẩm lại. Sau khi thụ lý sơ thẩm lại vụ án, Tòa án đã triệu tập cụ hợp lệ hai lần, nhưng cụ vắng mặt nên Tòa án đình chỉ việc giải quyết vụ án.

#### Yêu cầu
Sau những sự việc trong thời gian dài đó, cụ K khởi kiện vụ án dân sự yêu cầu vợ chồng ông D trả lại đất vì cho rằng: năm 2005, ông D dùng bản photocopy giấy cho đất năm 1978, sửa toàn bộ vị trí thửa đất rồi photocopy dùng làm tài liệu kê khai xin cấp giấy chứng nhận quyền sử dụng đất, đồng thời ông D làm giấy xin xác nhận mất giấy tờ gốc, được Ủy ban nhân dân phường Ea Tam xác nhận; trên cơ sở các tài liệu do ông D nộp này, Ủy ban nhân dân thành phố Buôn Ma Thuột cấp giấy chứng nhận quyền sử dụng đất cho ông D đối với diện tích đất 4.925,5 m² (Giấy chứng nhận quyền sử dụng đất số AD 579302 cho thửa số 9A, tờ bản đồ số 58, diện tích 300,5 m² và Giấy chứng nhận quyền sử dụng đất số AD 579313 cho thửa số 09, tờ bản đồ số 58, diện tích 4.624 m²).
Nguyên đơn khởi kiện yêu cầu bị đơn trả lại 4.652,7 m² đất (đã trừ 272,8 m² đất bị Ủy ban nhân dân thành phố Buôn Ma Thuột thu hồi tại năm 2010); cụ K đồng ý cho vợ chồng ông D được tiếp tục sử dụng 183,74 m² đất (gồm 150 m² đã cho trước đây và cho thêm 33,74 m² vì đã làm nhà trên diện tích đất này); yêu cầu Tòa án hủy các giấy chứng nhận quyền sử dụng đất mà Ủy ban nhân dân thành phố đã cấp cho vợ chồng bị đơn.

### Bị đơn
Bị đơn là vợ chồng Nguyễn Thị T và Nguyễn Văn D (khi vụ án được xét xử thì đã chết) trình bày rằng: năm 1978, vợ chồng cụ C, cụ K viết giấy cho ông bà năm sào đất, có tứ cận như trình bày của nguyên đơn; nhưng năm 1982, cụ K lại bán cho ông N một sào đất và năm 1985, cụ C bán cho ông B bốn sào đất là hết diện tích năm sào đất hai cụ đã cho ông bà năm 1978, tức bố mẹ bán chứ không phải bị đơn bán như nguyên đơn trình bày, nên bố mẹ đồng ý hoán đổi, cho ông bà năm sào đất liền kề; sau đó, bố mẹ sang định cư tại Cộng hòa liên bang Đức. Trước khi đi định cư tại Đức thì cụ K có gửi bà Nguyễn Thị E toàn bộ giấy tờ nhà và đất. Năm 2004, cụ K hồi hương. Năm 2005, vợ chồng ông D, bà T đến gặp bà E hỏi và lấy lại giấy tờ nhà đất thì bà E chỉ giao giấy tờ photocopy, còn giấy tờ cho nhà đất có đóng dấu, xác nhận của chính quyền thì hiện tại cụ K giữ. Vợ chồng bị đơn đem bản photocopy mà bà E giao, photocopy thêm, rồi kèm hai quyết định giao đất trồng cà phê năm 1980, 1990 của Ủy ban nhân dân thị xã Buôn Ma Thuột đến Ủy ban nhân dân phường Ea Tam hỏi thủ tục xin cấp giấy chứng nhận quyền sử dụng đất thì được hướng dẫn cần phải có chữ ký của cụ K và các anh em trong gia đình về việc năm 1978 cha mẹ có cho ông bà căn nhà 150 m² và 3,5 sào đất trồng cây ăn trái đúng như giấy cho nhà đất gốc.
Sau đó, ông D về nói lại với cụ K (lúc này cụ C đã chết) thì cụ K có ký đơn xác nhận rằng năm 1978 đã cho ông bà căn nhà và mấy sào đất trồng cây ăn trái; đơn xác nhận còn có chữ ký của ông Nguyễn Văn Đ (nay đã chết) và bà Nguyễn Thị E. Trên cơ sở đơn xác nhận này thì ngày 26 tháng 12 năm 2005, Ủy ban nhân dân thành phố Buôn Ma Thuột đã cấp cho ông bà Giấy chứng nhận quyền sử dụng đất số AD 579302 đối với thửa đất số 9A, tờ bản đồ 58, diện tích 300,5 m² đất ở và Giấy chứng nhận quyền sử dụng đất số AD 579313 đối với thửa đất số 09, tờ bản đồ 58, diện tích 4.624,9 m² đất nông nghiệp. Tuy nhiên, sau đó ngày 9 tháng 3 năm 2006, Ủy ban nhân dân thành phố Buôn Ma Thuột cũng cấp Giấy chứng nhận quyền sử dụng đất số AD 516166, đối với thửa số 9 tờ bản đồ 58 diện tích 10.112,4 m², mục đích sử dụng trồng cây hàng năm cho cụ K và Giấy chứng nhận quyền sử dụng đất số AD 516165, đối với thửa đất số 9A, tờ bản đồ 58, diện tích 300 m², mục đích sử dụng đất ở đô thị cho cụ K và cụ C là chồng lên diện tích đất đã cấp quyền sử dụng cho vợ chồng ông bà; tuy nhiên, sau đó phát hiện sai sót này thì ngày 24 tháng 11 năm 2006, Ủy ban nhân dân thành phố đã ban hành quyết định thu hồi các giấy chứng nhận quyền sử dụng đất đã cấp cho cụ C, cụ K. Nay ông bà không chấp nhận yêu cầu khởi kiện của cụ K; đồng thời trình bày hai lô đất trên ông bà đã thế chấp vay Ngân hàng A số tiền 3,0 tỷ đồng; do ông bà không trả được nợ nên Ngân hàng đã khởi kiện, Tòa án đã giải quyết, cơ quan Thi hành án đã bán đấu giá thi hành án xong nên đề nghị Tòa án căn cứ quy định của pháp luật để giải quyết.

### Đương sự thứ ba
Người có quyền lợi, nghĩa vụ liên quan là đại diện Ủy ban nhân dân thành phố Buôn Ma Thuột trình bày rằng: trình tự, thủ tục cấp giấy chứng nhận quyền sử dụng đất cho vợ chồng ông D, bà T là đúng quy định của pháp luật. Người có quyền lợi, nghĩa vụ liên quan là đại diện Ngân hàng A trình bày: hợp đồng thế chấp vay tiền ký giữa Ngân hàng với ông D, bà T ngay tình, được đăng ký giao dịch bảo đảm theo đúng quy định của pháp luật.

## Xét xử các giai đoạn

### Lần thứ nhất

#### Xét xử và kháng nghị
Ngày 6 tháng 9 năm 2013, tại số 03 đường Lý Nam Đế, phường Thắng Lợi, thành phố Buôn Ma Thuột, tỉnh Đắk Lắk, phiên sơ thẩm lần thứ nhất của vụ án được tổ chức, Tòa án nhân dân thành phố Buôn Ma Thuột, tỉnh Đắk Lắk bác toàn bộ yêu cầu khởi kiện của nguyên đơn, tức nguyên đơn thua kiện. Nguyên đơn do vậy đã kháng cáo. Ngày 14 tháng 1 năm 2014, tại số 04 đường Lê Duẩn, phường Tự An, thành phố Buôn Ma Thuột, phiên phúc thẩm thứ nhất đã diễn ra, Tòa án nhân dân tỉnh Đắk Lắk sửa bản án sơ thẩm theo hướng chấp nhận toàn bộ yêu cầu khởi kiện của nguyên đơn; lật ngược bản án sơ thẩm, tuyên nguyên đơn thắng kiện, buộc vợ chồng ông D, bà T trả đất lại cho cụ K (có trừ 183,74 m² đất cụ K tự nguyện cho và ông D đã làm nhà), hủy hai giấy chứng nhận quyền sử dụng đất mà Ủy ban nhân dân thành phố Buôn Ma Thuột đã cấp cho vợ chồng ông D, bà T.
Vợ chồng ông D, tức bị đơn; Ngân hàng A và ông H (người trúng mua đấu giá đất theo quyết định công nhận sự thỏa thuận của các đương sự của Tòa án nhân dân tỉnh Đắk Lắk đã giải quyết tranh chấp hợp đồng tín dụng và hợp đồng thế chấp quyền sử dụng đất giữa Ngân hàng với vợ chồng ông D) có đơn đề nghị giám đốc thẩm. Ngày 16 tháng 9 năm 2014, Chánh án Tòa án nhân dân tối cao Trương Hòa Bình kháng nghị theo thủ tục giám đốc thẩm đối với bản án dân sự phúc thẩm của Tòa án nhân dân tỉnh Đắk Lắk; đề nghị xét xử giám đốc thẩm hủy bản án phúc thẩm và bản án sơ thẩm; giao hồ sơ vụ án cho Tòa án cấp sơ thẩm giải quyết lại vụ án.

#### Giám đốc thẩm thứ nhất
Ngày 24 tháng 11 năm 2014, với yêu cầu kháng nghị của Chánh án Tối cao và sự nhất trí của Viện Kiểm sát, Tòa Dân sự Tòa án nhân dân tối cao đã mở phiên xét xử giám đốc thẩm tại trụ sở tòa ở số 48 đường Lý Thường Kiệt, quận Hoàn Kiếm, Hà Nội. Hội đồng xét xử tuyên hủy án sơ, phúc thẩm thứ nhất; giao hồ sơ cho Tòa án nhân dân thành phố Buôn Ma Thuột giải quyết sơ thẩm lại với nhận định rằng: về tình tiết, khi sinh thời vợ chồng cụ C, cụ K sử dụng 29.418,27 m² đất; năm 1983 hai cụ sang định cư tại Đức nên giao đất lại cho các con, vợ chồng ông D được giao sử dụng một phần và cuối năm 2005 vợ chồng ông D đã được cấp giấy chứng nhận quyền sử dụng 4.924 m² đất (gồm 300,5 m² đất ở và 4.624,9 m² đất nông nghiệp). Năm 2004, cụ K hồi hương; năm 2006 cụ K được cấp giấy chứng nhận quyền sử dụng cả diện tích đất mà vợ chồng ông D đang sử dụng, đã được cấp giấy chứng nhận quyền sử dụng đất; nhưng sau đó, Ủy ban phát hiện nên đã ban hành quyết định hủy giấy chứng nhận quyền sử dụng đất đã cấp cho cụ K và xác định việc cấp giấy chứng nhận quyền sử dụng đất cho vợ chồng ông D là đúng pháp luật.
Như vậy, tuy diện tích đất tranh chấp có nguồn gốc của cụ K, cụ C; nhưng hai cụ đã đi nước ngoài, giao lại cho vợ chồng ông D sử dụng từ năm 1983 và vợ chồng ông D đã được cấp giấy chứng nhận quyền sử dụng đất năm 2005; riêng 4.624,9 m² đất nông nghiệp nếu không giao cũng bị Nhà nước thu hồi; còn 5.300,5 m² đất ở thì cụ K đã đồng ý cho ông D 150 m², phần còn lại là di sản thừa kế của cụ C nên cụ K không có quyền đòi lại. Mặt khác, năm 2009, vợ chồng ông D đã thế chấp đất vay tiền Ngân hàng; do không trả nợ nên Ngân hàng khởi kiện, Tòa án đã giải quyết, cơ quan thi hành án đã bán đấu giá thi hành án xong nên Tòa án cấp phúc thẩm buộc vợ chồng ông D trả lại toàn bộ đất (trừ 180 m² ông D đã làm nhà) là không đúng, không bảo đảm quyền và lợi ích hợp pháp của Ngân hàng, của ông H (người trúng mua đấu giá đất).

### Lần thứ hai
Với quyết định giám đốc thẩm thứ nhất, vụ án được giao lại cho Tòa án nhân dân thành phố Buôn Ma Thuột xét xử sơ thẩm lại. Phiên sơ thẩm lần thứ hai đã diễn ra, Tòa án nhân dân thành phố Buôn Ma Thuột quyết định bác toàn bộ yêu cầu khởi kiện của nguyên đơn, tức giữ nguyên so với sơ thẩm lần thứ nhất, tuyên nguyên đơn thua kiện. Sau đó, nguyên đơn tiếp tục kháng cáo. Ngày 11 tháng 1 năm 2016, phiên phúc thẩm thứ hai diễn ra, Tòa án nhân dân tỉnh Đắk Lắk quyết định giữ nguyên bản án sơ thẩm nêu trên. Sau khi xét xử phúc thẩm, nguyên đơn là cụ K có đơn đề nghị kháng nghị theo thủ tục giám đốc thẩm một lần nữa đối với bản án dân sự phúc thẩm thứ hai của Tòa án nhân dân tỉnh Đắk Lắk.

### Kháng nghị thứ hai
Ngày 7 tháng 2 năm 2017, Viện trưởng Viện kiểm sát nhân dân cấp cao tại Đà Nẵng đề nghị Ủy ban Thẩm phán Tòa án nhân dân cấp cao tại Đà Nẵng xét xử giám đốc thẩm hủy bản án dân sự sơ thẩm và phúc thẩm thứ hai để giải quyết sơ thẩm lại. Viện trưởng đưa ra những nhận định rằng: quá trình kê khai lập thủ tục xin cấp giấy chứng nhận quyền sử dụng đất, ông D đã sử dụng bản photo và giả mạo giấy cho nhà và đất ngày 2 tháng 1 năm 1978 (sửa chữa tứ cận), bổ sung xác nhận của ông Nguyễn Văn S, Chủ tịch Hội liên hiệp nông dân và Chủ tịch Ủy ban nhân dân xã Ea Tam ngày 25 tháng 11 năm 1983 (sau ngày cho đất hơn năm năm) là trái pháp luật, Ủy ban nhân dân thành phố Buôn Ma Thuột đã cấp Giấy chứng nhận quyền sử dụng đất số AD 579302 tại thửa 9A, tờ bản đồ 58, diện tích 300,5m2 và Giấy chứng nhận quyền sử dụng đất số AD 579313 tại thửa 09, tờ bản đồ 58, diện tích 4.624,9 m² cùng ngày 26 tháng 12 năm 2005 cho hộ ông D là không đúng. Mặt khác, ông Nguyễn Văn S, Chủ tịch Hội Liên hiệp nông dân và Chủ tịch Ủy ban nhân dân xã Ea Tam xác nhận ngày 25 tháng 11 năm 1983, đã vào giấy cho nhà và đất lập ngày 2 tháng 1 năm 1978 nêu trên nhưng Tòa án cấp sơ thẩm, phúc thẩm không tiến hành xác minh, lấy lời khai của những người này là chưa làm rõ toàn diện vụ án.
Bị đơn cho rằng năm 1982, cụ K bán cho ông Nguyễn Đăng N một sào trong phần diện tích đất mà ông C, bà K đã cho vợ chồng bà, còn lại bốn sào đến năm 1985 ông C lại bán cho ông Nguyễn Văn B. Sau khi ông C, bà K bán đất thì ông C, bà K đã cho vợ chồng bà T năm sào liền kề. Đối với diện tích đất ông C, bà K cho vợ chồng bà năm 1978 chưa biết giáp ai nên ông C, bà K để trống, sau khi bán xong ông C, bà K cho lại năm sào kề bên nên vợ chồng bà mới đề vào là giáp ông B, giáp đất nhà và xin xác nhận của Quốc doanh chiếu bóng thuộc Ty văn hóa tỉnh Đắk Lắk, Hội nông dân tập thể xã Ea Tam. Tuy nhiên theo giấy tờ bán đất thể hiện ông D trực tiếp bán đất cho ông N, ông B. Việc cho đất theo chứng cứ do cụ K cung cấp bản gốc và bị đơn cung cấp bản photocopy đều thể hiện đất đã có tứ cận, nhưng đối với bản photocopy bị sửa tứ cận chứ không phải để trống. Còn việc bà T nêu sau khi bán xong năm sào đất, ông C, bà K cho lại năm sào kề bên là không có cơ sở vì không có chứng cứ nào thể hiện việc này. Bị đơn cũng cho rằng nguyên đơn có làm đơn ngày 15 tháng 10 năm 2005 xác nhận năm 1978 cho vợ chồng bà T một căn nhà và mấy sào đất trồng cây ăn trái. Cụ K và các anh chị em trong gia đình gồm: Nguyễn Văn Đ (chết năm 2008), Nguyễn Thị E đều ký xác nhận để hợp thức giấy cho nhà đất bằng bản photo nêu trên. Song qua xem xét đơn này chỉ thể hiện cụ K xác nhận cho căn nhà xây diện tích 100 m² trên lô đất có diện tích 150 m², chứ không có nội dung nào xác nhận cho vợ chồng bị đơn diện tích mấy sào đất trồng cây ăn trái.
Về tố tụng: năm 2005, vợ chồng bị đơn mới làm thủ tục xin cấp giấy chứng nhận quyền sử dụng đất trên diện tích đất khác, chứ không phải trên diện tích đất được bà K, ông C cho năm 1978, xét ông Nguyễn C đã chết năm 1998, nên tại thời điểm này phát sinh quyền thừa kế của bà K và 14 người con của ông C, bà K. Tòa án cấp sơ thẩm, phúc thẩm không đưa những người này tham gia tố tụng với tư cách người có quyền và nghĩa vụ liên quan là vi phạm quy định pháp luật.

## Giám đốc thẩm cuối cùng
Ngày 6 tháng 8 năm 2018, với yêu cầu kháng nghị của Viện trưởng Viện kiểm sát nhân dân cấp cao tại Đà Nẵng, Ủy ban Thẩm phán Tòa án nhân dân cấp cao tại Đà Nẵng đã mở phiên xét xử giám đốc thẩm tại trụ sở tòa ở số 372 đường Núi Thành, phường Hoà Cường Bắc, quận Hải Châu, thành phố Đà Nẵng. Tại phiên tòa giám đốc thẩm, đại diện Viện kiểm sát nhân dân tối cao đề nghị Hội đồng xét xử Tòa án nhân dân cấp cao tại Đà Nẵng chấp nhận kháng nghị của Viện trưởng.

### Nhận định của tòa án

#### Chứng cứ

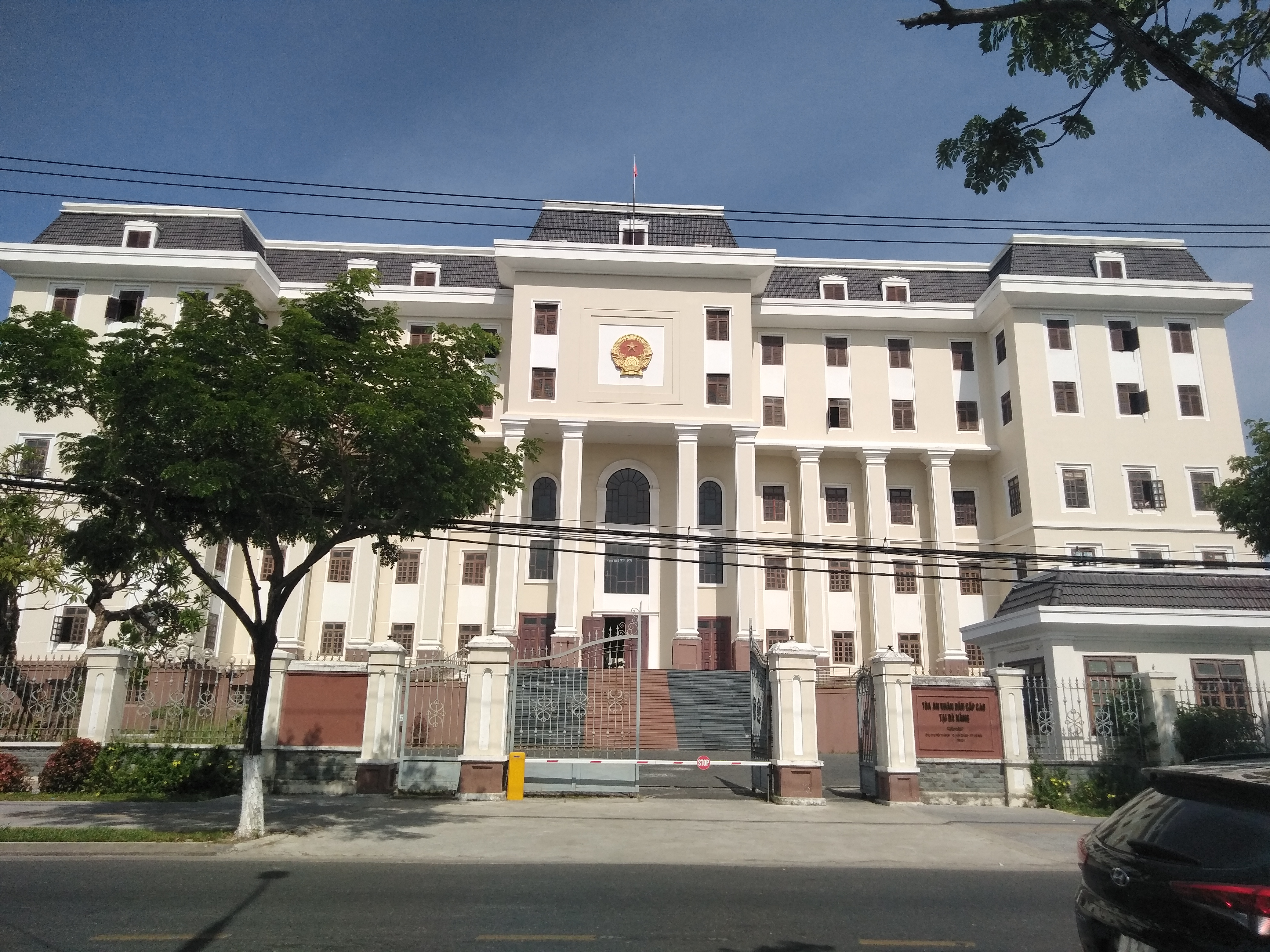
Trụ sở Tòa án nhân dân cấp cao tại Đà Nẵng, nơi diễn ra phiên giám đốc thẩm.

Trong phiên giám đốc thẩm thứ hai, Hội đồng xét xử có nhận định. Về việc vợ chồng cụ K có quyền đòi lại diện tích 4.924 m² đất mà vợ chồng bị đơn đã được Ủy ban nhân dân thành phố Buôn Ma Thuột cấp giấy chứng nhận quyền sử dụng đất ngày 26 tháng 12 năm 2005 hay không, hội đồng xét thấy: vợ chồng nguyên đơn có 14 con chung, ông D là một trong số đó; diện tích 4.924 m² đất (gồm 300,5 m² đất ở và 4.624,9 m² đất nông nghiệp) hiện có tranh chấp giữa hai bên là một phần trong tổng diện tích 29.418,27 m² đất mà vợ chồng nguyên đơn tạo lập được lúc sinh thời (trước năm 1975 diện tích đất này thuộc địa giới xã C, sau năm 1975 thuộc địa giới xã H, năm 1983 thuộc địa giới xã Ea Tam, nay là phường Ea Tam thành phố Buôn Ma Thuột, tỉnh Đắk Lắk). Ngày 2 tháng 10 năm 1978, vợ chồng nguyên đơn lập giấy cho nhà và đất, nội dung cho con trai là ông D một căn nhà diện tích 4 m x 12 m, tọa lạc trên diện tích đất năm sào.
Tuy nhiên, năm 1982, 1983 ông Nguyễn Đăng N và ông Nguyễn Văn B đã nhận chuyển nhượng hết năm sào đất này. Xét trình bày của nguyên đơn rằng ông D là người chuyển nhượng năm sào đất này cho ông N, ông B; trong khi ông D không thừa nhận mà cho rằng vợ chồng bố mẹ là người chuyển nhượng thì cấp giám đốc thẩm thấy trình bày của ông D là phù hợp với trình bày của ông N, ông B rằng hai ông mua năm sào đất của cụ C, cụ K và giao tiền cho cụ C, cụ K, và phù hợp với thực tế năm 1978 cụ C, cụ K mới ký giấy viết tay cho ông D đất nên về pháp lý cụ C, cụ K vẫn đứng tên chủ sử dụng đất. Sau khi bán năm sào đất đã viết giấy cho ông D năm 1978 thì khoảng năm 1983 vợ chồng nguyên đơn xuất cảnh định cư tại Cộng hòa liên bang Đức; nhà và diện tích đất còn lại vợ chồng bị đơn quản lý, sử dụng. Hội đồng xét xử cấp giám đốc thẩm thấy rằng trình bày của vợ chồng bị đơn rằng trước khi đi định cư ở Đức, bố mẹ đã cho vợ chồng bị đơn năm sào đất liền kề để bù năm sào đất cha mẹ đã bán cho ông N, ông B là có cơ sở vì phù hợp với trình bày của ông N, ông B rằng hai ông mua đất và trả tiền cho vợ chồng cụ K; phù hợp với việc cụ K ký đơn trình bày ngày 15 tháng 10 năm 2005 (Đơn có chữ ký của các con gồm ông Nguyễn Văn Đ, bà Nguyễn Thị E, người hàng xóm làm chứng là ông Nguyễn Văn H1 và chứng thực của chính quyền địa phương) xác nhận năm 1978 vợ chồng cụ đã cho ông D nhà đất, nhưng giấy tờ cho nhà đất thất lạc nên nay cụ K ký đơn này để vợ chồng ông D làm thủ tục đăng ký quyền sử dụng đất và nhà ở theo quy định của pháp luật.

#### Thu hồi đất
Nhận định của Hội đồng xét xử Ủy ban Thẩm phán Tòa án nhân dân cấp cao tại Đà Nẵng, Quyết định 65/2018/GĐT-DS.
Mặt khác, trong tổng diện tích 4.924 m² đất mà vợ chồng bị đơn được Ủy ban nhân dân thành phố Buôn Ma Thuột cấp giấy chứng nhận quyền sử dụng đất ngày 26 tháng 12 năm 2005 thì chỉ có 300,5 m² là đất ở, còn lại 4.624,9 m² là đất nông nghiệp. Theo quy định tại Luật Đất đai, thì Nhà nước sẽ thu hồi đất nếu người sử dụng đất không sử dụng đất quá sáu tháng hoặc 12 tháng mà không được Nhà nước cho phép. Ngoài ra, một số trường hợp sử dụng đất vi phạm pháp luật về đất đai sẽ bị Nhà nước thu hồi đất như: đất trồng cây hàng năm không được sử dụng trong thời hạn 12 tháng liên tục, đất trồng cây lâu năm không được sử dụng trong thời hạn 18 tháng liên tục; đất trồng rừng không được sử dụng trong thời hạn 24 tháng liên tục. Cấp giám đốc thẩm xét mặc dù trước đó, nguyên đơn có sử dụng 4.624,9 m² đất nông nghiệp; nhưng hai cụ đã đi định cư ở nước ngoài không sử dụng đất nhiều năm nên đất nông nghiệp này thuộc diện bị Nhà nước thu hồi; vợ chồng bị đơn trực tiếp sử dụng, hàng năm kê khai, nộp thuế cho Nhà nước và đã được Nhà nước công nhận cấp giấy chứng nhận quyền sử dụng đất năm 2005 nên có quyền sử dụng hợp pháp diện tích đất này.
Sau khi được Ủy ban nhân dân thành phố Buôn Ma Thuột cấp giấy chứng nhận quyền sử dụng đất ngày 26 tháng 12 năm 2005, đối với thửa 300,5 m² đất ở và thửa 4.624,9 m² đất nông nghiệp thì năm 2009 vợ chồng bị đơn thế chấp tại Ngân hàng A để vay tiền. Do vợ chồng bị đơn không trả nợ đúng hạn nên Ngân hàng khởi kiện; Tòa án nhân dân tỉnh Đắk Lắk đã giải quyết quyết định buộc vợ chồng bị đơn trả nợ cho Ngân hàng, nếu không trả thì Ngân hàng có quyền phát mãi quyền sử dụng hai thửa đất mà vợ chồng bị đơn đã thế chấp nêu trên. Sau đó, quyền sử dụng hai thửa đất nêu trên đã được tổ chức bán đấu giá thi hành án xong cho Ngân hàng; người trúng mua đấu giá là ông H nên theo quy định tại Bộ luật Dân sự 2005 thì ông H là người thứ ba ngay tình có quyền sử dụng hợp pháp hai thửa đất trên mà không liên quan đến quan hệ tranh chấp giữa hai bên trong vụ án này.
Từ những phân tích nêu trên, Ủy ban Thẩm phán Tòa án nhân dân cấp cao tại Đà Nẵng xét thấy kháng nghị giám đốc thẩm của Viện trưởng Viện kiểm sát nhân dân cấp cao tại Đà Nẵng đối với bản án dân sự phúc thẩm thứ hai của Tòa án nhân dân tỉnh Đắk Lắk là không có cơ sở nên không chấp nhận mà giữ nguyên quyết định tại bản án dân sự phúc thẩm này.

### Quyết định
Từ những nhận định này, Hội đồng xét xử Ủy ban Thẩm phán Tòa án nhân dân cấp cao tại Đà Nẵng ra quyết định: không chấp nhận Kháng nghị giám đốc thẩm số của Viện trưởng Viện kiểm sát nhân dân cấp cao tại Đà Nẵng; giữ nguyên bản án dân sự phúc thẩm của Tòa án nhân dân tỉnh Đắk Lắk; bản án dân sự phúc thẩm này tiếp tục có hiệu lực pháp luật. Quyết định giám đốc thẩm có hiệu lực thi hành.